# Hermann Aubel
Johann Hermann Christian Aubel (* 6. Februar 1834 in Kassel; † nach 1895) war ein deutscher Landschaftsmaler, Illustrator und Reiseschriftsteller.

## Leben
Aubel, Sohn des Kasseler Porträtmalers, Akademieprofessors und Galerieinspektors Karl Christian Aubel, studierte zunächst an der Kunstakademie Kassel und ging dann nach München, wo er sich der Landschaftsmalerei zuwandte. 1854 wurde Aubel Mitglied im  Kunstverein München. Reisen führten ihn nach Tirol, in die Schweiz und nach Belgien, 1856 nach Schottland. Im Sommer 1869 unternahm er mit seinem jüngeren Bruder Carl eine Reise nach Lappland und auf die Kanin-Halbinsel, von der sie Beobachtungen und Skizzen mitbrachten, die sie 1874 als Reisebericht unter dem Titel Ein Polarsommer: Reise nach Lappland und Kanin veröffentlichten. Als Maler war er auch in Köln, Kiel, Hamburg und Dresden tätig. Um 1864 wohnte er in Groß Königsdorf bei Frechen. In den 1880er und 1890er Jahren lebte er in Düsseldorf, wo ihn das städtische Adressbuch noch im Jahre 1892 verzeichnete. Danach wohnte er in Karlsruhe, später in Frankfurt am Main. Dort erschien 1895 sein Reisebericht über eine Wanderung durch die Eifel unter dem Titel Genzianen und Karolinen: Ein Spaziergang durch die Eifelberge.

## Werk
Aubel schuf Landschaftsgemälde. Sein Frühwerk ist mit stark akzentuierter Charakteristik. Sein Spätwerk ist skizzenhaft angelegt und mit ungewöhnlichen Lichteffekten.

### Illustrationen aus dem BuchEin Polarsommer: Reise nach Lappland und Kanin

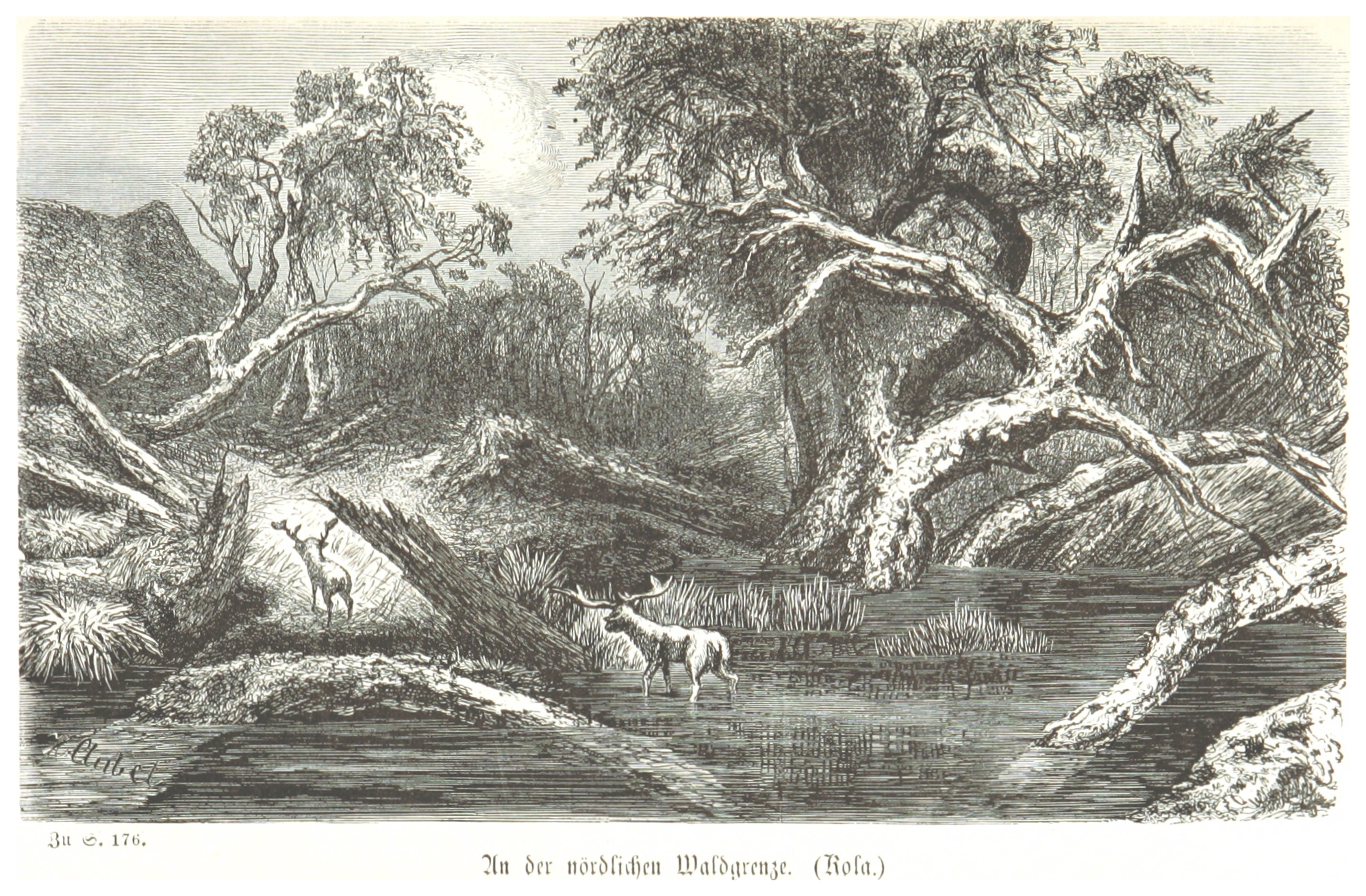
An der nördlichen Waldgrenze
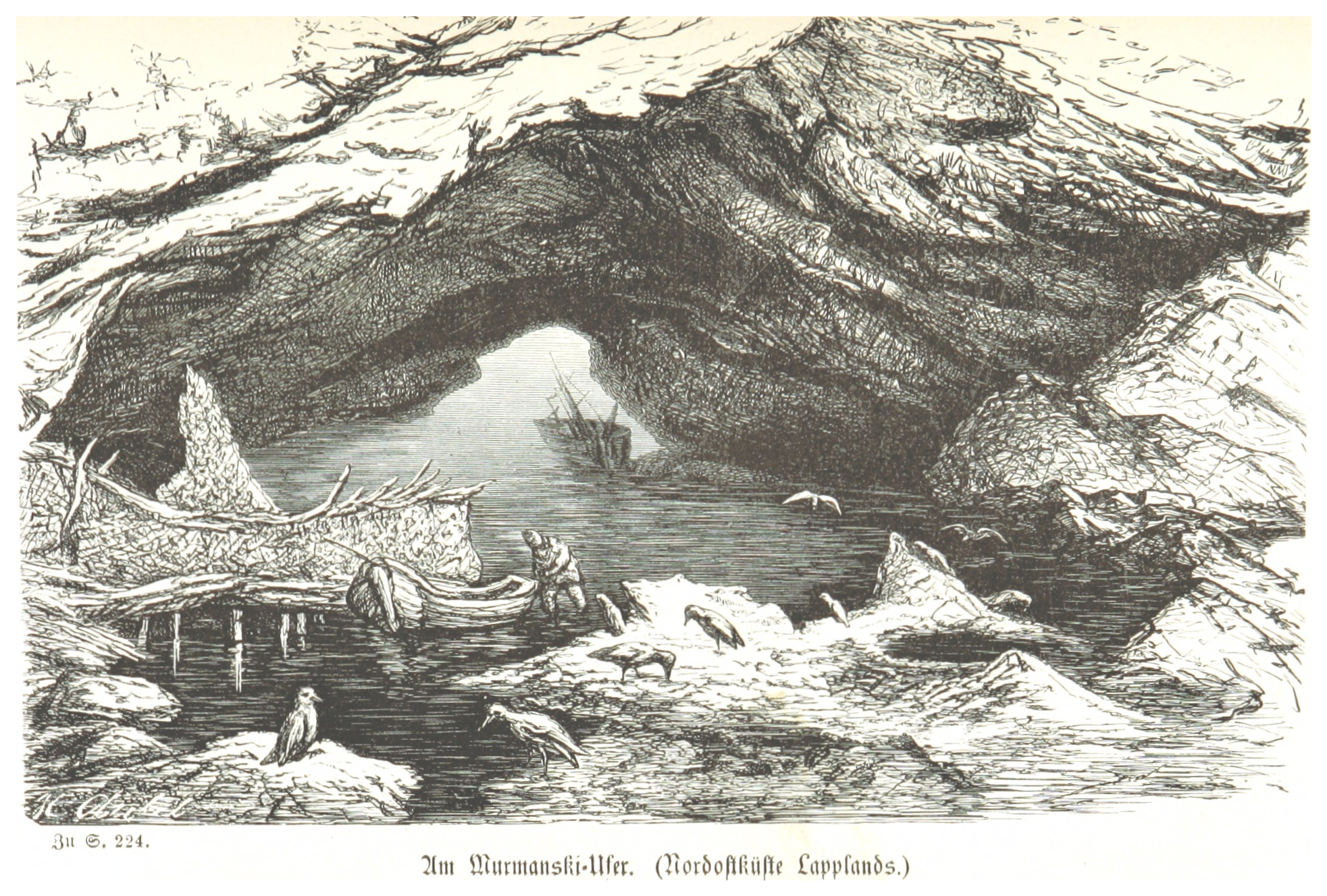
Am Murmanski-Ufer
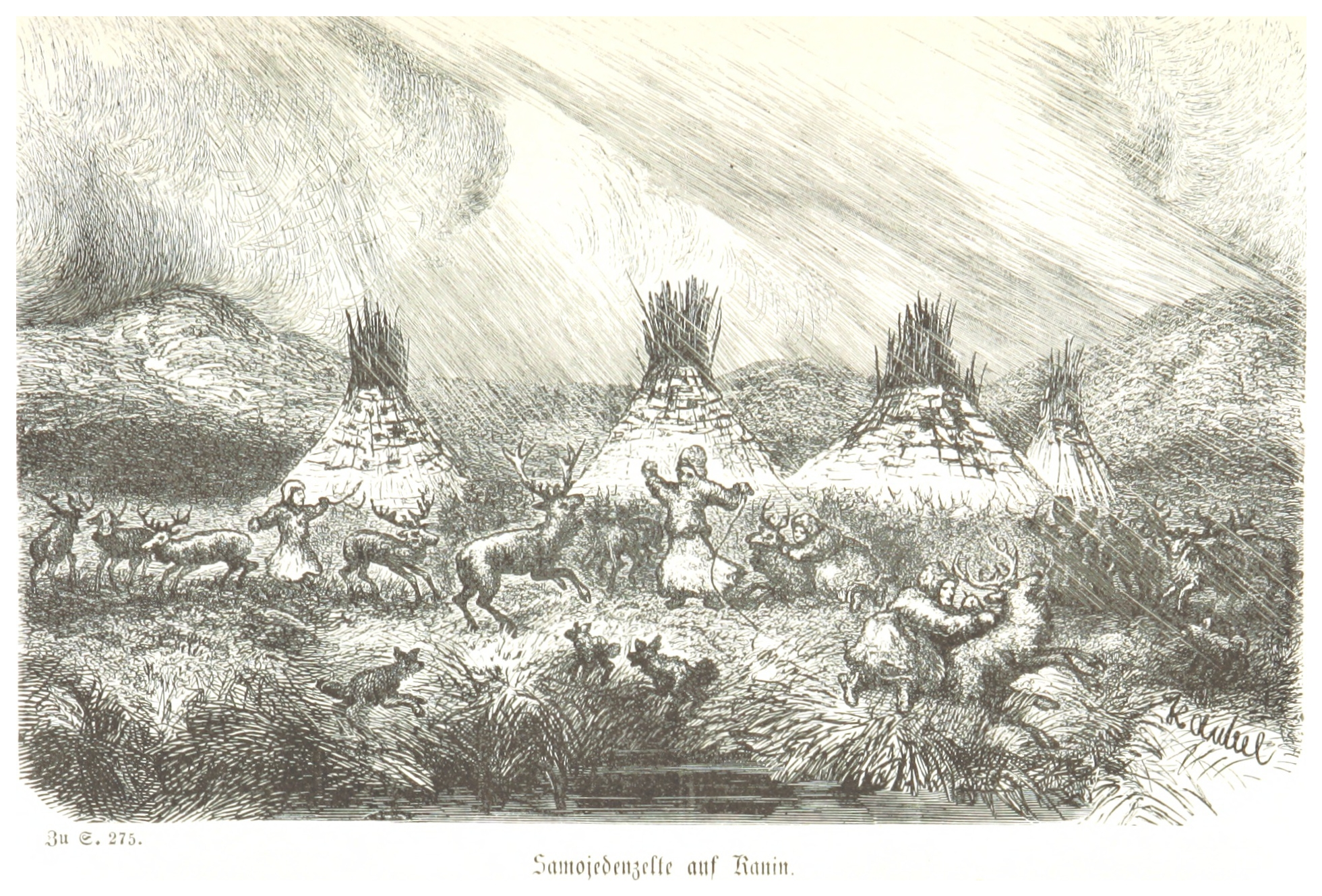
Samojedenzelte auf Kanin
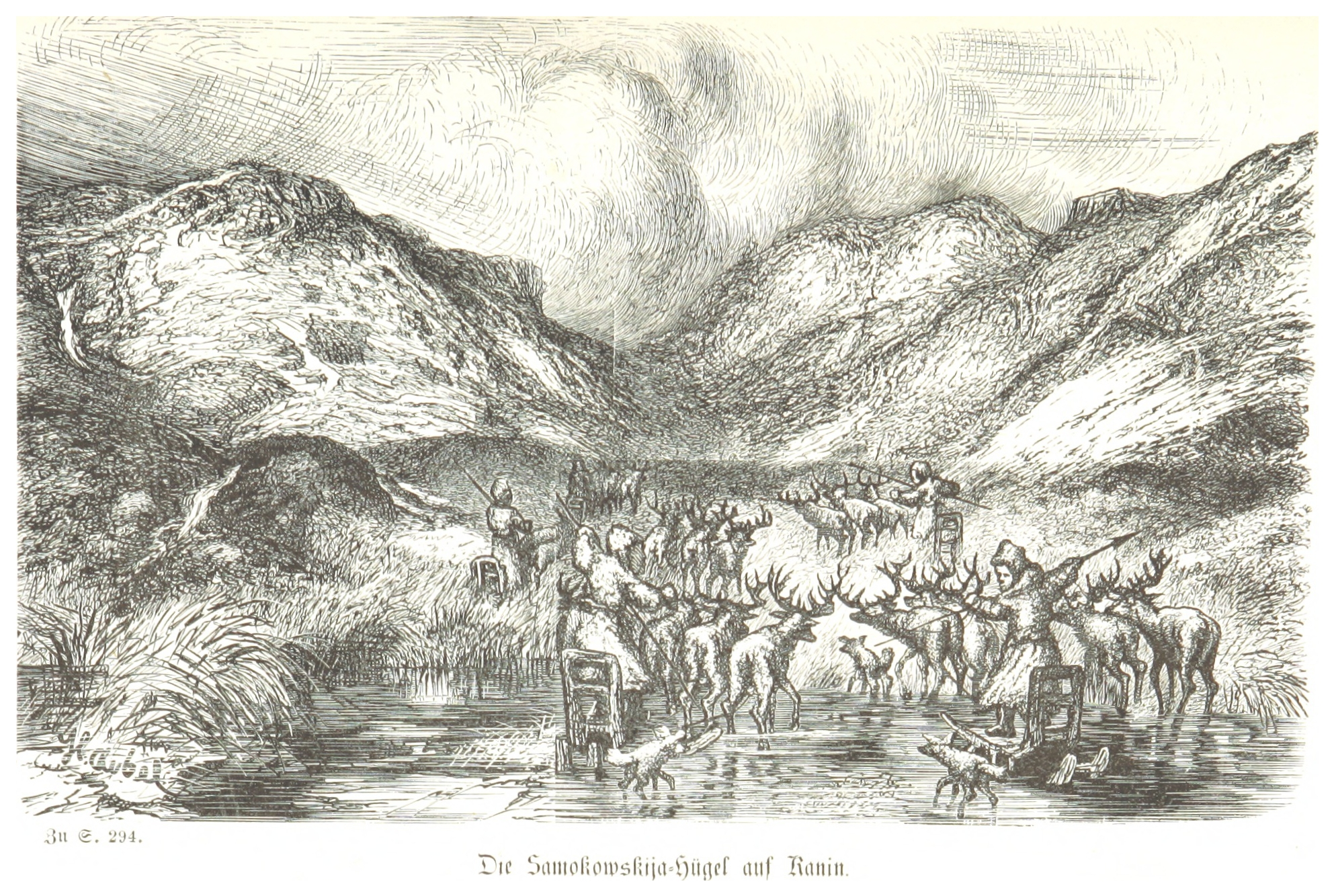
Die Samokowskija-Hügel auf Kanin

## Ausstellungen
- 1861: 2. Allgemeine deutsche Kunstausstellung, Köln (Schottische Heide)
- 1872: Sankt Petersburg  (drei Landschaftsgemälde: Birkenhain, Mitternacht auf Kanin, Felsen am Murmansker Ufer)
- 1872: Kaiserslautern (drei Landschaftsgemälde: Birkenhain, Mitternacht auf Kanin, Felsen am Murmansker Ufer)